# بيتر إيبرت
بيتر إيبرت (بالألمانية: Peter Ebert)‏ هو مخرج ألماني، ولد في 6 أبريل 1918 في فرانكفورت في ألمانيا، وتوفي في 25 ديسمبر 2012 في Ringmer ‏ في المملكة المتحدة.